# Drużynowe mistrzostwa Polski w boksie 1960/1961
Drużynowe Mistrzostwa Polski w Boksie Mężczyzn 1960/1961.

## Tabela I ligi
| Lp. | Zespół             | M  | Pkt | Walki   | Opis              |
| --- | ------------------ | -- | --- | ------- | ----------------- |
| 1   | Legia Warszawa     | 14 | 20  | 186:94  | Mistrzostwo       |
| 2   | Stal Stalowa Wola  | 14 | 17  | 156:124 |                   |
| 3   | Wybrzeże Gdańsk    | 14 | 17  | 153:123 |                   |
| 4   | BBTS Bielsko-Biała | 14 | 16  | 134:144 |                   |
| 5   | Gwardia Łódź       | 14 | 15  | 135:145 |                   |
| 6   | ŁTS Łabędy         | 14 | 12  | 134:146 |                   |
| 7   | Prosna Kalisz      | 14 | 10  | 121:157 |                   |
| 8   | Polonia Gdańsk     | 14 | 5   | 97:183  | Spadek do II ligi |

## Źródła
- Historia klubu ŁTS Łabędy